# Marcia su Washington per il lavoro e la libertà

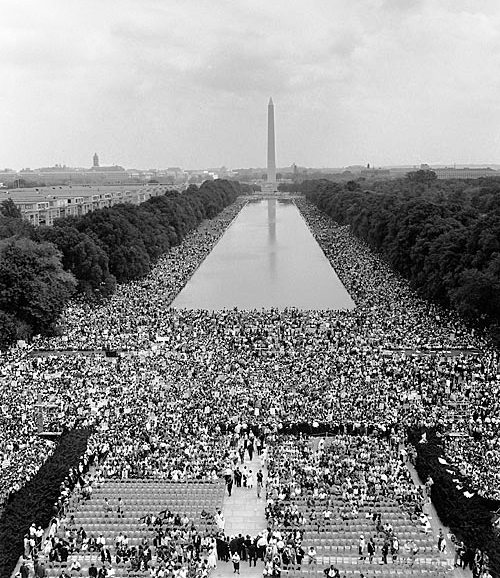
Vista della marcia dal Lincoln Memorial verso il monumento a Washington

La marcia su Washington per il lavoro e la libertà (o grande marcia su Washington, come ricordata in una registrazione sonora pubblicata dopo l'evento) è stata una grande manifestazione politica a sostegno dei diritti civili ed economici per gli afroamericani che ebbe luogo mercoledì 28 agosto 1963 a Washington durante la presidenza di John Fitzgerald Kennedy. In quest'occasione, il leader afro-americano Martin Luther King Jr. pronunciò al Lincoln Memorial il suo storico discorso I have a dream, invocando la fine del razzismo e la pace tra bianchi e neri.
La marcia fu organizzata da A. Philip Randolph e Bayard Rustin, che costituirono una coalizione per il sostegno dei diritti civili e del lavoro insieme ad organizzazioni religiose, che si unirono sotto il tema di lavoro e libertà. Le stime sul numero dei partecipanti varia da 200 000 (stime della polizia) a oltre 300 000 (stime dei leader della marcia). La stima citata più diffusamente parla di 250 000 persone. Gli osservatori stimano che il 75-80% dei manifestanti fossero neri mentre il resto era costituita da bianchi o altre minoranze. La marcia fu una delle più grandi manifestazioni politiche per i diritti civili nella storia degli Stati Uniti.
Alla marcia viene accreditato il merito di aver favorito l'approvazione del Civil Rights Act (1964) e di aver preceduto le marce da Selma a Montgomery, che portarono in seguito al Voting Rights Act nel 1965.

## Il contesto storico

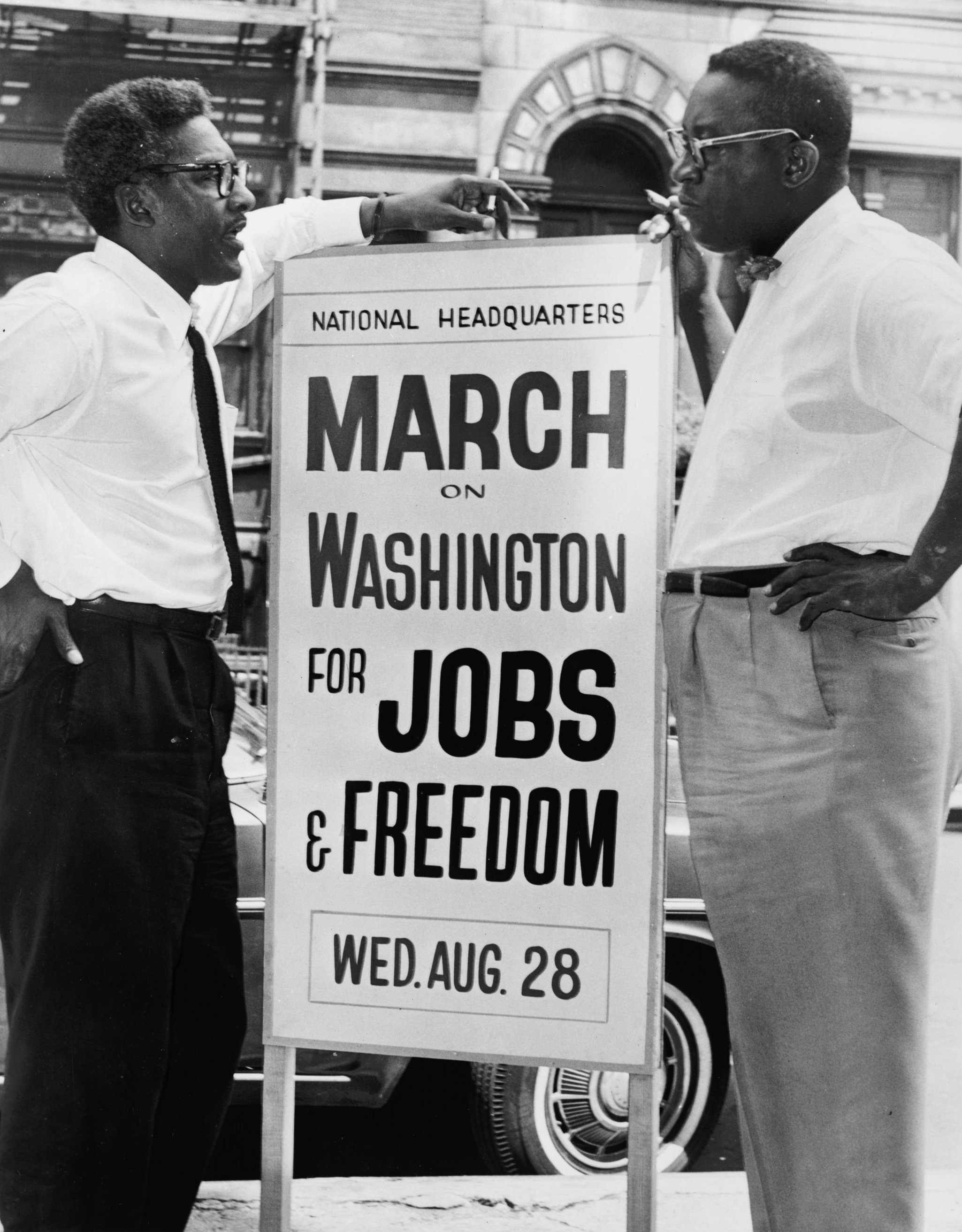
Bayard Rustin (sinistra) e Cleveland Robinson (destra), organizzatori della marcia, il 7 agosto 1963

Nonostante, alla fine della guerra di secessione americana, gli afroamericani fossero stati legalmente liberati dalla schiavitù e elevati allo status di cittadini, e gli uomini avessero ottenuto il diritto di votare, molti ancora continuavano a subire repressioni sociali, economiche e politiche durante gli anni '60. All'inizio degli anni '60, un sistema di discriminazione legale, noto come leggi Jim Crow, era penetrato nel sud degli Stati Uniti, così che là gli afroamericani continuavano a ad essere oppressi. Subivano inoltre discriminazioni da parte delle organizzazioni governative e economiche, e in alcuni luoghi veniva loro impedito di votare attraverso violenze e intimidazioni. Ventuno stati avevano proibito il matrimonio fra "razze" diverse.
L'impeto per una marcia su Washington crebbe durante un lungo periodo di tempo; sforzi iniziali per realizzare una tale marcia si erano manifestati nel Movimento della marcia su Washington degli anni '40. A. Philip Randolph - presidente della Brotherhood of Sleeping Car Porters, presidente della Confraternita Nazionale dei Lavoratori d'America e vicepresidente della AFL-CIO - ebbe un ruolo chiave nell'istigazione della marcia nel 1941. Insieme a Bayard Rustin, Randolph radunò 100.000 lavoratori neri per marciare su Washington, in protesta per le assunzioni discriminatorie da parte dell'industria della difesa degli Stati Uniti e con l'intenzione di richiedere un ordine esecutivo. Di fronte alla marcia di massa programmata per il 1º luglio 1941, il presidente Franklin D. Roosevelt emise l'Ordine Esecutivo 8802 il 25 giugno. L'ordine istituì la Fair Employment Practice Committee e proibì qualunque assunzione discriminatoria all'interno dell'industria della difesa. In seguito a questo ordine esecutivo, Randolph annullò la marcia.
Randolph e Rustin continuarono a organizzarsi con l'idea di una grande marcia su Washington. Concepirono molte marce durante gli anni '40, ma vennero tutte annullate (nonostante le critiche da parte di Rustin). Il loro Prayer Pilgrimage for Freedom, tenuto il 17 maggio 1957 al Lincoln Memorial, incluse leader chiave come Adam Clayton Powell, Martin Luther King Jr. e Roy Wilkins, mentre Mahalia Jackson si esibì durante l'evento.
La marcia del 1963 rappresentò una parte importante del movimento per i diritti civili, in rapida crescita, e portò a manifestazioni e azioni di nonviolenza in tutti gli Stati Uniti. Il 1963 segnò il 100º anniversario della firma del Proclama di emancipazione da parte di Abraham Lincoln. Membri del National Association for the Advancement of Colored People (NAACP) e del Southern Christian Leadership Conference (SCLC) misero da parte le loro differenze e si unirono alla marcia. Anche molti bianchi e neri parteciparono insieme, spinti dalla comune urgenza di cambiare il paese.
Violenti scontri scoppiarono nel Sud: a Cambridge, Maryland; Pine Bluff, Arkansas; Goldsboro, North Carolina; Somerville, Tennessee; Saint Augustine, Florida; e in tutto il Mississippi. Molti di questi scontri furono dovuti alle reazioni delle persone bianche contro le proteste non-violente dei manifestanti. Molte persone volevano marciare su Washington, ma non si trovavano d'accordo sulle modalità secondo cui la marcia sarebbe dovuta essere condotta. Alcuni proposero la completa immobilizzazione della città attraverso atti di disobbedienza civile. Altri ritenevano che il movimento avrebbe dovuto mantenere uno scopo nazionale, invece di concentrare le energie soltanto sulla capitale. Secondo l'opinione generale, la amministrazione Kennedy non era riuscita a mantenere le promesse delle elezioni del 1960, e King descrisse la politica di Kennedy in tema razziale come dispensatrice di "concessioni soltanto simboliche".
Il 24 maggio 1963, l'attorney general Robert F. Kennedy invitò lo scrittore afroamericano James Baldwin, insieme a un grande gruppo di leader culturali, a un incontro a New York per discutere sulle relazioni razziali. Tuttavia, l'incontro si protrasse con toni accesi e di rivalità, poiché i delegati neri ebbero l'impressione che Kennedy non avesse una completa percezione del reale problema razziale nel paese. Il pubblico fallimento dell'incontro, che venne poi ricordato come il Baldwin–Kennedy meeting, sottolineò ancor di più le divergenze tra le esigenze degli afroamericani e la comprensione dei politici di Washington. Tuttavia, l'incontro spinse l'amministrazione Kennedy a prendere provvedimenti sul tema dei diritti civili degli afroamericani. L'11 giugno 1963, il presidente John F. Kennedy diede il suo famoso discorso sui diritti civili in diretta televisiva e radiofonica, affermando che avrebbe spinto in direzione di una legge sui diritti civili - legge che sarebbe diventata il Civil Rights Act del 1964. Quella notte, l'attivista del Mississippi Medgar Evers venne assassinato nel proprio vialetto, portando a un ulteriore aumento delle tensioni attorno al tema delle disuguaglianze razziali.

## Pianificazione e organizzazione
A. Philip Randolph e Bayard Rustin iniziarono a pianificare la marcia nel dicembre 1961. Progettarono due giorni di proteste, inclusi interventi degli uditori e attività di lobby, seguiti da un grande raduno di massa al Lincoln Memorial. Avevano intenzione di focalizzare l'attenzione sul problema della disoccupazione con l'intenzione di richiedere un programma di lavori pubblici che includessero i lavoratori neri. 
All'inizio del 1963 richiesero pubblicamente "una marcia di massa su Washington per i lavori". Ricevettero aiuto da Stanley Aronowitz, unionista dell'Amalgamated Clothing Workers of America (ACWA), il quale raccolse supporto da organizzatori radicali che non avrebbero riportato i loro piani all'amministrazione Kennedy. Gli unionisti offrirono supporto provvisorio per una marcia che sarebbe stata incentrata sul tema del lavoro.
Il 15 maggio 1963, senza assicurarsi della cooperazione da parte della NAACP o della Urban League, Randolph annunciò una "marcia d'emancipazione su Washington in ottobre per il lavoro". Si mise in contatto con i leader dei sindacati, conquistando il supporto di Walter Reuther (della UAW), ma non del presidente della AFL-CIO George Meany. Randolph e Rustin intendevano incentrare la marcia sulle disuguaglianze economiche, asserendo nel loro piano originale che "l'integrazione nei settori dell'educazione, immobiliare, dei trasporti e degli alloggiamenti pubblici sarà di limitata estensione e durata fintanto che persisteranno fondamentali disuguaglianze economiche lungo le linee razziali". Durante le negoziazioni con gli altri leader, estesero gli obiettivi dichiarati a "lavoro e libertà", per prendere atto delle esigenze di quei gruppi che erano più focalizzati sui diritti civili.
Nel giugno 1963, i leader di alcune organizzazioni formarono il Council for United Civil Rights Leadership (CUCRL), un gruppo che avrebbe coordinato i fondi e le comunicazioni. Questa coalizione di leader, che venne poi conosciuta come "Big Six", includeva: Randolph, che venne scelto come capo titolare della marcia, James Farmer (presidente del Congress of Racial Equality), John Lewis (presidente dello Student Nonviolent Coordinating Committee), Martin Luther King Jr. (presidente della Southern Christian Leadership Conference), Roy Wilkins (presidente della NAACP) e Whitney Young (presidente della National Urban League). King, in particolare, divenne noto per il suo ruolo nel movimento di Birmingham e per la sua lettera dalla prigione di Birmingham. Wilkins e Young inizialmente si opposero a Rustin come leader della marcia, dal momento che era omosessuale, un ex-comunista e renitente alla leva. Alla fine accettarono Rustin come vice delle operazioni, a condizione che Randolph agisse come leader e gestisse ogni eventuale ripercussione politica negativa.

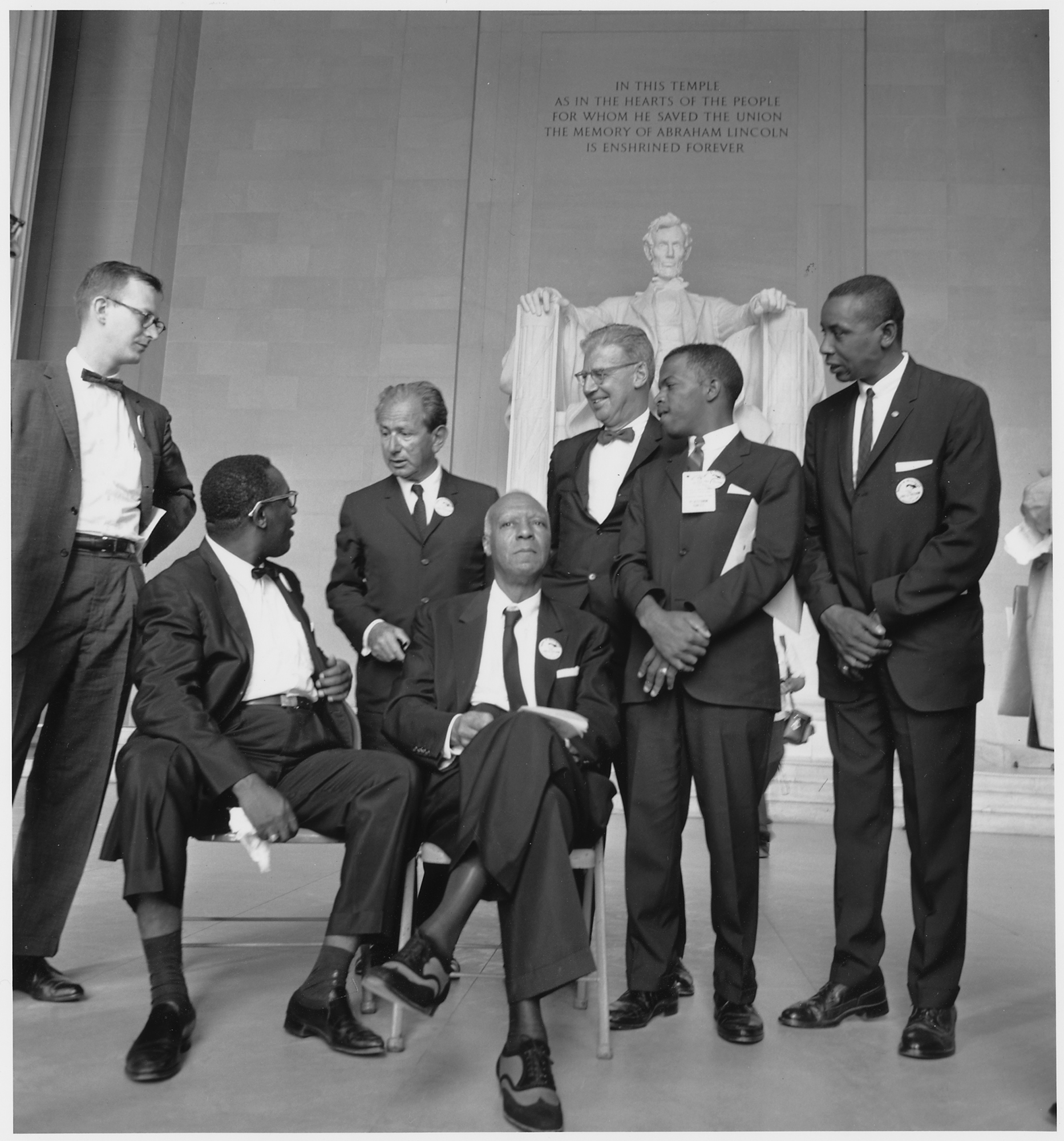
Marcia per i diritti civili su Washington (i leader della marcia)

Il 22 giugno, i Big Six si incontrarono con il presidente Kennedy, che li avvertì del rischio di creare "un'atmosfera di intimidazione" nel portare una grande folla a Washington. Gli attivisti per i diritti civili insistettero per fare comunque la marcia. Wilkins spinse gli organizzatori a escludere atti di disobbedienza civile e descrisse la sua proposta come il "perfetto compromesso". King e Young concordarono; i leader del CORE e dell'SNCC, che volevano condurre azioni dirette contro il Dipartimento di Giustizia, avallarono la proposta prima che venissero informati che la disobbedienza civile non sarebbe stata permessa. I programmi finali per la marcia vennero annunciati pubblicamente in una conferenza stampa il 2 luglio. Il presidente Kennedy parlò positivamente della marcia il 17 luglio, dichiarando che gli organizzatori avevano pianificato un raduno pacifico collaborando anche con la polizia di Washington.
Mobilitazione e logistica vennero dirette da Rustin, un veterano dei diritti civili e organizzatore del Journey of Reconciliation del 1947, il primo dei cosiddetti Freedom Riders a mettere alla prova la decisione della Corte suprema che aveva proibiti la discriminazione razziale nei viaggi intestatali. Rustin era stato per lungo tempo un socio sia di Randolph che di King. Mentre Randolph era concentrato a costruire la coalizione politica della marcia, Rustin diresse un gruppo di duecento attivisti e organizzatori che pubblicizzarono la marcia e reclutarono nuovi partecipanti, coordinarono gli autobus e i treni, misero a disposizione le forze dell'ordine, e misero a punto tutti i dettagli logistici di una marcia di massa sulla capitale della nazione. Durante i giorni che precedettero la marcia, questi 200 volontari usarono la sala da ballo della stazione radiofonica WUST come quartier generale delle loro operazioni.
La marcia non venne supportata universalmente tra gli attivisti per i diritti civili. Alcuni, tra cui Rustin (che radunò 4 000 sceriffi volontari da New York), erano preoccupati che la manifestazione avrebbe potuto diventare violenta, cosa che avrebbe minato la legislazione in sospeso e avrebbe tolto credibilità all'immagine internazionale del movimento. La marcia fu condannata da Malcolm X, portavoce della Nation of Islam, che la definì la "buffonata di Washington" dicendo che non trovava nulla di eccitante in una dimostrazione fatta da bianchi davanti alla statua di un presidente morto da cento anni e al quale, quando era vivo, noi non piacevamo.
Certi organizzatori stessi non approvarono lo scopo della marcia. La NAACP e la Urban League la videro come un gesto di supporto verso un progetto di legge sui diritti civili che era stato introdotto dall'amministrazione Kennedy. Randolph, King e la Southern Christian Leadership Conference (SCLC) la videro come un modo per portare all'attenzione nazionale sia i diritti civili che le problematiche economiche al di là del progetto di legge di Kennedy. Lo SNCC e il CORE la videro come un modo per fronteggiare e condannare l'indolenza dell'amministrazione Kennedy e la mancanza di supporto per i diritti civili degli afroamericani.
Nonostante le divergenze, il gruppo si unì insieme con una serie di obiettivi comuni:
- Passaggio di una significativa legislazione per i diritti civili;
- Eliminazione immediata della segregazione scolastica;
- Un programma di lavori pubblici, oltre che di formazione professionale, per i disoccupati;
- Una legge federale che proibisca ogni genere di discriminazione nelle assunzioni pubbliche o private;
- Una paga minima di $2 all'ora (equivalente a $16 nel 2017) estesa a tutto il paese;
- Trattenere i fondi federali dai programmi che tollerano la discriminazione;
- Rafforzamento del 14° emendamento riducendo la rappresentanza congressuale di quegli Stati che privano i propri cittadini del diritto di voto;
- Estensione del Fair Labor Standards Act a quelle aree di impiego ancora escluse;
- Autorità dell'attorney general di poter prendere azioni legali quando i diritti costituzionali vengono violati.[42]

Nonostante negli anni precedenti Randolph avesse supportato esclusivamente le marce "per soli Negri", in parte per ridurre l'impressione che il movimento per i diritti civili fosse dominato dai bianchi comunisti, gli organizzatori nel 1963 concordarono sul fatto che bianchi e neri che marciano insieme fianco a fianco avrebbe creato un'immagine più potente.
L'amministrazione Kennedy cooperò con gli organizzatori nella pianificazione della marcia, e un membro del Dipartimento di Giustizia venne assegnato come intermediario a tempo pieno. Chicago e New York City (così come alcune corporazioni) furono d'accordo nel designare il 28 agosto come "Giorno della Libertà" e dare ai lavoratori il giorno libero.
Per evitare di essere visti come radicali, gli organizzatori rifiutarono il supporto dai gruppi comunisti. Nonostante ciò, alcuni politici affermarono che la marcia era ispirati da ideali comunisti, e l'FBI presentò numerosi rapporti che suggerivano la stessa conclusione. Nei giorni precedenti al 28 agosto, l'FBI contattò le celebrità che intendevano finanziare la marcia per informarli delle connessioni comuniste degli organizzatori e suggerire loro di ritirare i loro finanziamenti. Quando William C. Sullivan, il 23 agosto, presentò un esaustivo rapporto che suggeriva che i comunisti avevano fallito a penetrare in modo significativo nel movimento per i diritti civili, il direttore dell'FBI J. Edgar Hoover respinse il suo contenuto. Strom Thurmond lanciò pubblicamente un feroce attacco contro la marcia, additandola come comunista, e identificò in particolare Rustin come gay e comunista.
Gli organizzatori lavorarono fuori da un edificio a West 130th St. e Lenox in Harlem. Promossero la marcia vendendo distintivi che mostravano due mani che si stringono, le parole "Marcia su Washington per Lavoro e Libertà", etichette del sindacato dei lavoratori, e la data del 28 agosto 1963. Entro il 2 agosto riuscirono a distribuire 42 000 distintivi. Il loro obiettivo era una folla di almeno 100 000 persone.
Mentre la pianificazione della marcia procedeva, gli attivisti di tutto il paese ricevevano minacce di morte (con esplosivi) a casa loro e nei loro uffici. Il New York Times ricevette un messaggio che intimava loro di pubblicare un messaggio che definiva il presidente un "amante dei Negri", o la loro sede principale sarebbe saltata in aria. Cinque aeroplani vennero fatti atterrare la mattina del 28 agosto a causa di minacce di bombe. Un uomo in Kansas City telefonò all'FBI dicendo che avrebbe piantato un proiettile in mezzo agli occhi di Kennedy; l'FBI non rispose. Roy Wilkins venne minacciato di morte se non avesse lasciato il paese.

## Convergenza
Migliaia di persone arrivarono a Washington mercoledì 28 agosto, viaggiando su strada, in treno o in aereo. I partecipanti alla marcia partirono da Boston di notte e arrivarono a Washington alle 7 del mattino, dopo aver marciato per 8 ore, ma altri fecero viaggi ben più lunghi prendendo autobus da luoghi come Milwaukee, Little Rock, e St. Louis. Gli organizzatori persuasero l'MTA di New York ad aumentare il numero delle corse per i treni dopo la mezzanotte del 28 agosto, e i capolinea delle linee degli autobus di New York City furono affollate di gente per tutta la notte. Un totale di 450 autobus lasciarono New York City da Harlem. La polizia del Maryland riportò che "dalle 8 del mattino, ogni ora 100 autobus attraversavano il tunnel del porto di Baltimora."
Un reporter, Fred Powledge, accompagnò gli afroamericani durante il loro viaggio in autobus di 1 200 chilometri da Birmingham, Alabama, fino a Washington. Il New York Times riportò il suo rapporto:
I 260 manifestanti, di tutte le età, portavano cestini da picnic, brocche d'acqua, Bibbie e una potente arma - la loro voglia di marciare, cantare e pregare in protesta contro le discriminazioni. Si sono riuniti presto questa mattina [27 agosto], al Kelly Ingram Park di Birmingham, dove una volta [4 mesi prima, in maggio] gli agenti di polizia avevano usato le manichette antincendio e i cani per sopprimere le loro manifestazioni. C'era calma nel parco di Birmingham mentre i marciatori aspettavano gli autobus. La polizia, ora parte di una moderata struttura di potere della città, dirigeva il traffico attorno alla piazza e non ha interferito con il raduno... Un uomo anziano ha commentato a proposito del loro viaggio in autobus di 20 ore, che era destinato a essere tutto fuorché piacevole: "Dimentichi che noi Negri abbiamo viaggiato in autobus per tutta la vita. Non abbiamo i soldi per volare in aereo."
John Marshall Kilimanjaro, un dimostrante arrivato da Greensboro, Carolina del Nord, disse:
Al contrario del mito, la parte iniziale della Marcia - arrivare laggiù - non fu una passeggiata. La gente aveva paura. Non sapevamo cosa avremmo trovato. Non c'erano precedenti. Davanti a me era seduto un predicatore nero col colletto bianco. Era un predicatore della AME. Abbiamo parlato. Ogni tanto, le persone sull'autobus cantavano 'Oh Freedom' e 'We Shall Overcome,' ma per la maggior parte del viaggio non si cantava quasi per niente. Stavamo pregando in segreto che nulla di brutto accadesse.
Su altri autobus ci furono episodi di tensione razziale, con attivisti neri che accusavano i partecipanti bianchi liberali di mostrare solidarietà solo nei momenti felici, dicendo che avrebbero voltato le spalle agli afroamericani alle prime difficoltà.
Hazel Mangle Rivers, che aveva pagato $8 per il suo biglietto - "un decimo della paga settimanale di suo marito" - fu citata nel New York Times del 29 agosto. Rivers affermò che fu sorpresa dalla civiltà di Washington: "Le persone sono molto migliori qua che giù al Sud. Ti trattano molto meglio. Pensa te, quando ero laggiù alla marcia un uomo bianco mi ha pestato il piede, e mi ha detto "Mi scusi", e io ho detto "Certamente!". Era la prima volta che mi fosse successo. Penso che quella sia stata la prima volta che un uomo bianco sia mai stato gentile con me."
Alcuni partecipanti che erano arrivati presto tennero una sorveglianza notturna fuori dal Dipartimento di Giustizia, sostenendo che aveva ingiustamente preso di mira i diritti civili degli attivisti e che era stato troppo indulgente nei confronti dei suprematisti bianchi che li avevano attaccati.

### Preparativi per la sicurezza
L'intero corpo di polizia di Washington venne mobilitato per la marcia, inclusi gli ufficiali di riserva e i vice dei vigili del fuoco. Un totale di 5 900 agenti di polizia erano in servizio. Il governo chiamò a raccolta 2 000 uomini della Guardia Nazionale, e portò da fuori 3 000 soldati da aggiungersi agli oltre 1 000 già stanziati nell'area. Questi soldati aggiuntivi vennero portati in elicottero dalle basi in Virginia e nella Carolina del Nord. Il Pentagono preparò 19 000 truppe nelle periferie. Tutte le forze coinvolte erano pronte ad adottare una strategia di conflitto coordinato denominata "Operazione Collina Ripida".
Per la prima volta dal proibizionismo, la vendita di liquori venne proibita a Washington. Gli ospedali accumularono riserve di plasma sanguigno e cancellarono le operazioni di chirurgia elettiva. La Major League Baseball cancellò due partite tra i Minnesota Twins e i Washington Senators nonostante il luogo designato per i due eventi, il D.C. Stadium, fosse a oltre sei chilometri dal luogo del raduno al Lincoln Memorial.
Rustin e Walter Fauntroy negoziarono alcune questioni sulla sicurezza con il governo, ottenendo l'approvazione per avere sceriffi privati, con la consapevolezza però che questi non avrebbero potuto agire contro eventuali agitatori esterni. L'FBI e il Dipartimento di Giustizia si rifiutarono di fornire guardie private per i viaggi in autobus verso Washington attraverso il Sud. William Johnson reclutò oltre 1 000 agenti di polizia. Julius Hobson, un informatore dell'FBI che servì nelle forze di sicurezza della marcia, disse al suo team di stare in guardia per eventuali infiltrati nell'FBI che avessero intenzione di agire come provocatori.
Jerry Bruno, persona fidata del presidente Kennedy, aveva il ruolo di staccare l'alimentazione agli altoparlanti nel caso in cui al raduno ci fossero stati discorsi pubblici troppo infiammati.

### Impianto sonoro
Rustin insistette per un costoso ($ 16 000) impianto sonoro, affermando "Non possiamo mantenere l'ordine quando le persone non riescono a sentire". L'impianto venne sistemato e allestito al Lincoln Memorial, ma venne sabotato il giorno prima della marcia. I suoi operatori non furono in grado di ripararlo. Fauntroy contattò l'attorney general Robert Kennedy e il suo intermediario per i diritti civili Burke Marshall, pretendendo che il governo riparasse l'impianto. A quanto è stato riportato, Fauntroy rispose: "Stanno per arrivare un paio di centinaia di migliaia di persone. Volete che qua domani ci sia uno scontro dopo tutto quello che abbiamo fatto?" L'impianto venne ricostruito con successo durante la notte dai Signal Corps dell'esercito.

## La marcia

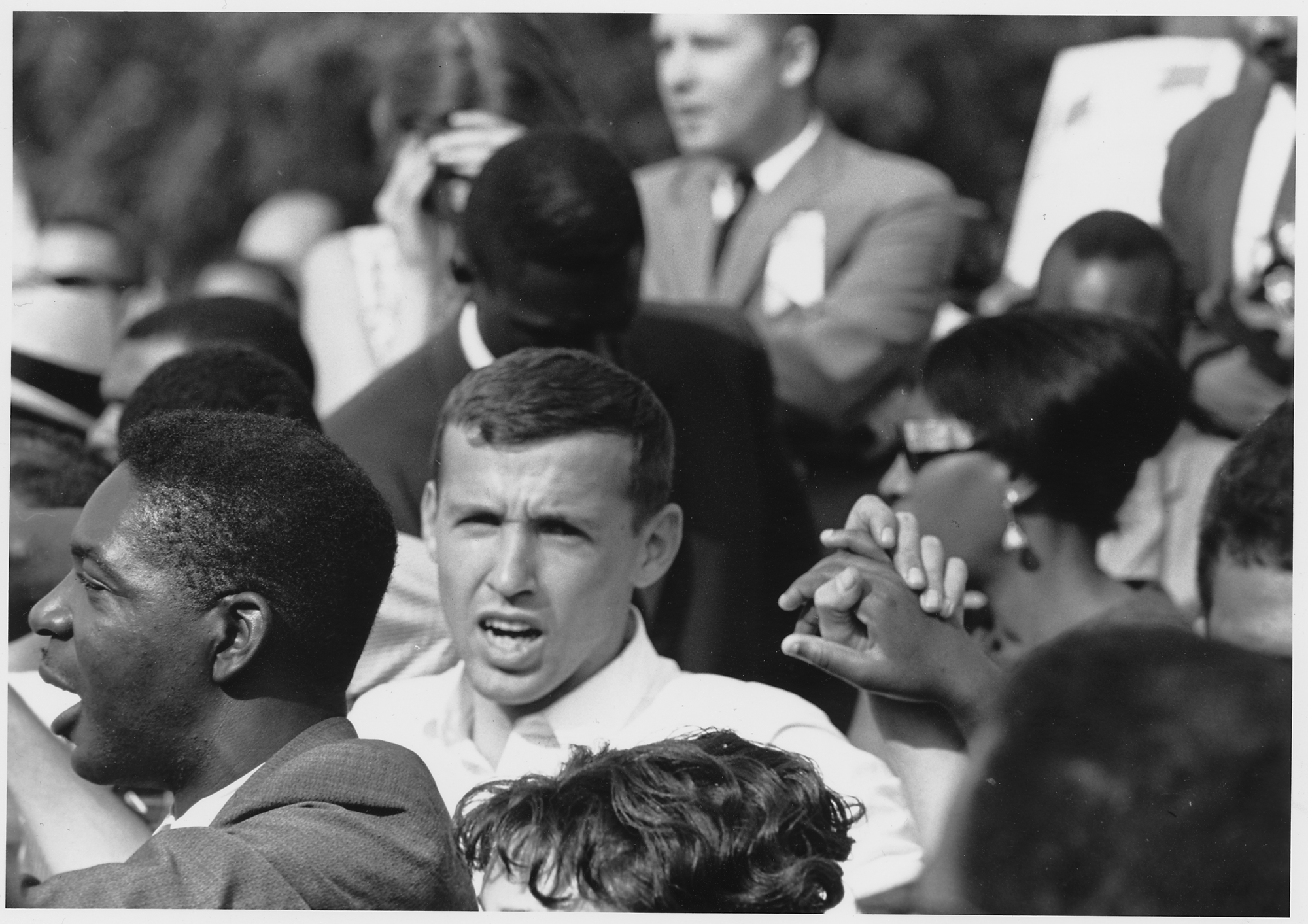
Quasi 250000 persone marciarono, inclusi 60000 partecipanti bianchi

La marcia attirò l'attenzione nazionale contrapponendosi ai programmi televisivi regolarmente previsti. Come prima manifestazione di tale portata mai iniziata e dominata dagli afroamericani, la natura della marcia venne anche totalmente fraintesa in anticipo. I sentimenti dominanti andavano dall'apprensione alla paura. Su Meet the Press, i reporter tormentarono Roy Wilkins e Martin Luther King con le preoccupazioni più diffuse, secondo cui "sarebbe stato impossibile portare più di 100 000 militanti Negri dentro Washington senza incidenti e possibilmente rivolte". Il periodico Life dichiarò che la capitale stava soffrendo di "nervosismo per il suo peggior caso di invasione dalla prima battaglia di Bull Run". Con oltre 1 700 corrispondenti a integrare i giornalisti di Washington, la marcia attirò un raduno di media addirittura più grande rispetto all'inaugurazione di Kennedy di due anni prima. Gli studenti dell'Università della California si riunirono come organizzazioni di potere nero e enfatizzarono l'importanza degli sforzi per la libertà degli afroamericani. La marcia includeva partiti politici composti da neri e William Worthy, che era uno dei tanti che guidarono gli studenti universitari durante il periodo degli sforzi per la libertà.
Il 28 agosto, più di 2 000 autobus, 21 treni a noleggio, 10 aerei a noleggio, e un numero imprecisato di auto convergettero su Washington. Anche tutti gli autobus, treni e aerei regolarmente previsti erano al completo.

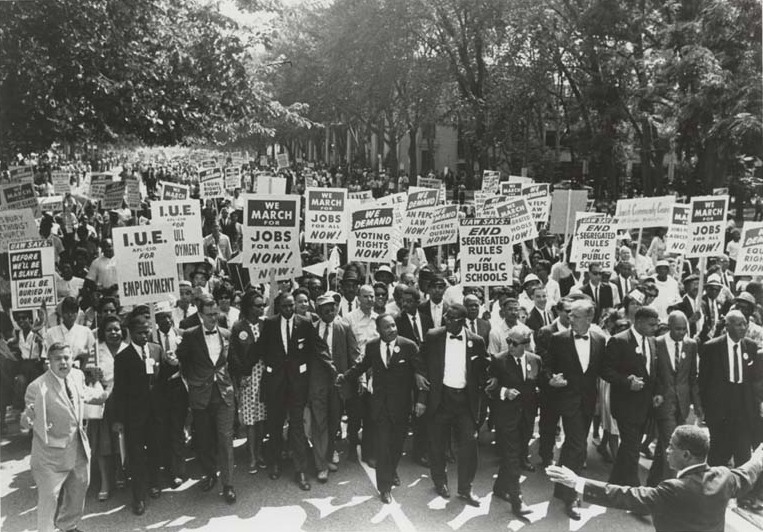
I leader della marcia arrivano in ritardo e si prendono per mano formando una catena davanti ai marciatori sulla Constitution Avenue

Nonostante Randolph e Rustin avessero inizialmente previsto di riempire le strade di Washington, il percorso finale della marcia coprì solo metà del National Mall. La marcia iniziò al monumento a Washington ed era previsto che progredisse verso il Lincoln Memorial con una serie di discorsi alternati a musica. I manifestanti furono accolti al monumento dagli oratori e dai musicisti. Ai leader femminili venne detto di marciare sulla Independence Avenue, mentre i leader maschili avrebbero marciato sulla Pennsylvania Avenue insieme ai media.
La marcia non partì all'ora prevista perché i leader si stavano incontrando con i membri del Congresso. Con sorpresa dei leader, il gruppo riunito cominciò a marciare dal monumento a Washington verso il Lincoln Memorial senza di loro. I leader si riunirono alla marcia nella Constitution Avenue, dove formarono una catena davanti ai marcianti stringendosi le mani per farsi fotografare mentre 'guidavano la marcia'.
I marciatori non avrebbero dovuto creare dei propri cartelli, anche se questa regola non venne fatta proprio rispettare dagli sceriffi. Molti dei manifestanti portarono dei cartelli fatti in precedenza che furono poi ammassati al monumento a Washington.
Circa 50 membri del Partito Nazista Americano inscenarono una contro-protesta e vennero velocemente fatti disperdere dalla polizia.
Il resto di Washington fu calma durante la marcia. Molti lavoratori non partecipanti rimasero a casa. Le prigioni permisero ai carcerati di guardare la marcia in TV.

## Gli oratori

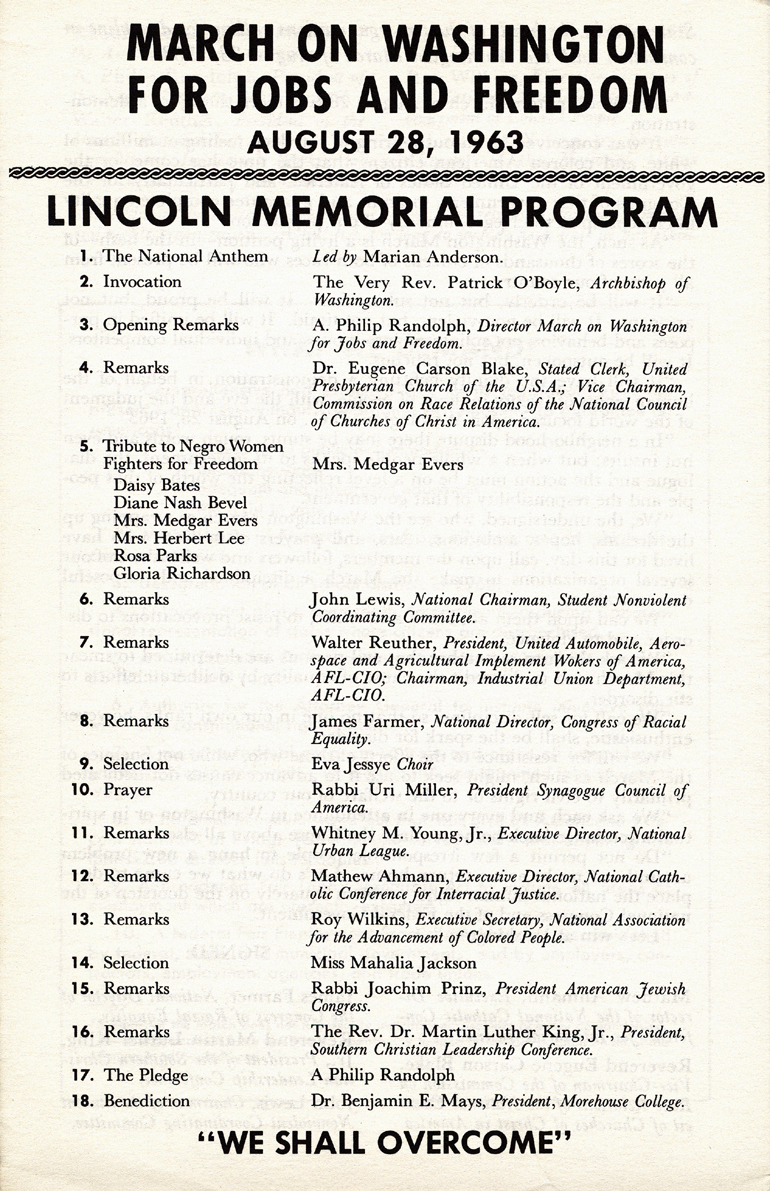
Programma della marcia su Washington per il lavoro e la libertà

I rappresentanti delle organizzazioni che sponsorizzavano l'evento fecero un discorso alla platea dal palco del Lincoln Memorial. Gli oratori (denominati The Big Ten, "I grandi dieci") includevano i Big Six, tre leader religiosi (cattolici, protestanti e ebrei) e il sindacalista Walter Reuther. Nessuno dei discorsi ufficiali venne tenuto da donne; Joséphine Baker tenne un discorso preliminare durante la raccolta delle offerte, ma la presenza delle donne all'interno del programma ufficiale venne limitata a un "tributo" da parte di Bayard Rustin, in cui prese la parola Daisy Bates.
Floyd McKissick dovette leggere il discorso di James Farmer perché Farmer era stato arrestato durante una protesta in Louisiana. Farmer aveva scritto che le proteste non si sarebbero interrotte "finché i cani non smetteranno di morderci al Sud e i ratti non smetteranno di morderci al Nord".
L'effettivo ordine degli oratori fu il seguente:
1. A. Philip Randolph - direttore della marcia;
2. Walter Reuther – AFL-CIO;
3. Roy Wilkins - NAACP;
4. John Lewis - SNCC;
5. Daisy Bates – Little Rock, Arkansas;
6. Eugene Carson Blake - United Presbyterian Church e National Council of Churches;
7. Floyd McKissick - CORE;
8. Whitney Young - National Urban League;
9. Alcuni discorsi minori da parte di vari oratori, compresi: il rabbino Joachim Prinz (American Jewish Congress), Mathew Ahmann (National Catholic Conference), Joséphine Baker (attrice);
10. Martin Luther King Jr. – SCLC;

Seguirono poi dei commenti da parte di A. Philip Randolph e Bayard Rustin, organizzatori della marcia, che pronunciarono La Promessa e una lista di richieste.

### Programma ufficiale
Era previsto che il contralto Marian Anderson guidasse l'inno nazionale, ma non riuscì ad arrivare in tempo; fu il soprano Camilla Williams a prendere il suo posto. Dopo una preghiera da parte dell'arcivescovo Patrick O'Boyle, il direttore della marcia A. Philip Randolph tenne un discorso d'apertura, seguito da Eugene Carson Blake. Bayard Rustin fece poi un tributo alle "donne negre che lottano per la libertà", nel quale Daisy Bates parlò brevemente al posto di Myrlie Evers, che aveva perso il suo volo. Il tributo introdusse Daisy Bates, Diane Nash, Prince E. Lee, Rosa Parks e Gloria Richardson. Gli oratori che seguirono furono il presidente dello SNCC John Lewis, il sindacalista Walter Reuther and il presidente del CORE Floyd McKissick (in sostituzione del direttore del CORE James Farmer). Successivamente, si esibì il coro di Eva Jessye, dopodiché il rabbino Uri Miller (presidente del Synagogue Council of America) offrì una preghiera, seguito dal direttore della National Urban League Whitney Young, il direttore del NCCIJ Mathew Ahmann e il leader del NAACP Roy Wilkins. Dopo un'esibizione della cantante Mahalia Jackson, parlò il presidente dell'American Jewish Congress Joachim Prinz, seguito dal presidente della SCLC Martin Luther King Jr.. Rustin quindi lesse le richieste ufficiali per l'approvazione da parte della folla, mentre Randolph incitò le persone a continuare a lottare per gli obiettivi della marcia, promettendo di impegnarsi a fare lo stesso. Il programma si concluse quindi con la benedizione da parte del presidente del Morehouse College Benjamin Mays.
Nonostante uno degli obiettivi pubblicamente dichiarati della marcia fosse quello di sostenere la legge sui diritti civili introdotta dall'amministrazione Kennedy, molti degli oratori criticarono la legge come insufficiente. Due agenti del governo rimasero in attesa pronti a staccare l'alimentazione al microfono se necessario.

### Roy Wilkins
Roy Wilkins, nel suo discorso, annunciò che W. E. B. Du Bois era morto la notte precedente, quindi la folla osservò un momento di silenzio. Wilkins inizialmente non intendeva dare la notizia perché disprezzava Du Bois in quanto comunista, ma alla fine insistette a comunicare lui stesso la morte di Du Bois alla folla quando realizzò che, altrimenti, Randolph l'avrebbe fatto al posto suo. Wilkins disse:

### John Lewis
John Lewis, del SNCC, era l'oratore più giovane all'evento. Il suo discorso - che alcuni attivisti del SNCC avevano aiutato a scrivere - rimproverava l'amministrazione per aver fatto così poco per proteggere i neri del Sud o coloro che si battevano per i diritti civili nel profondo Sud. I leader più conservatori e pro-Kennedy insistettero a tagliare dal suo discorso frasi come:

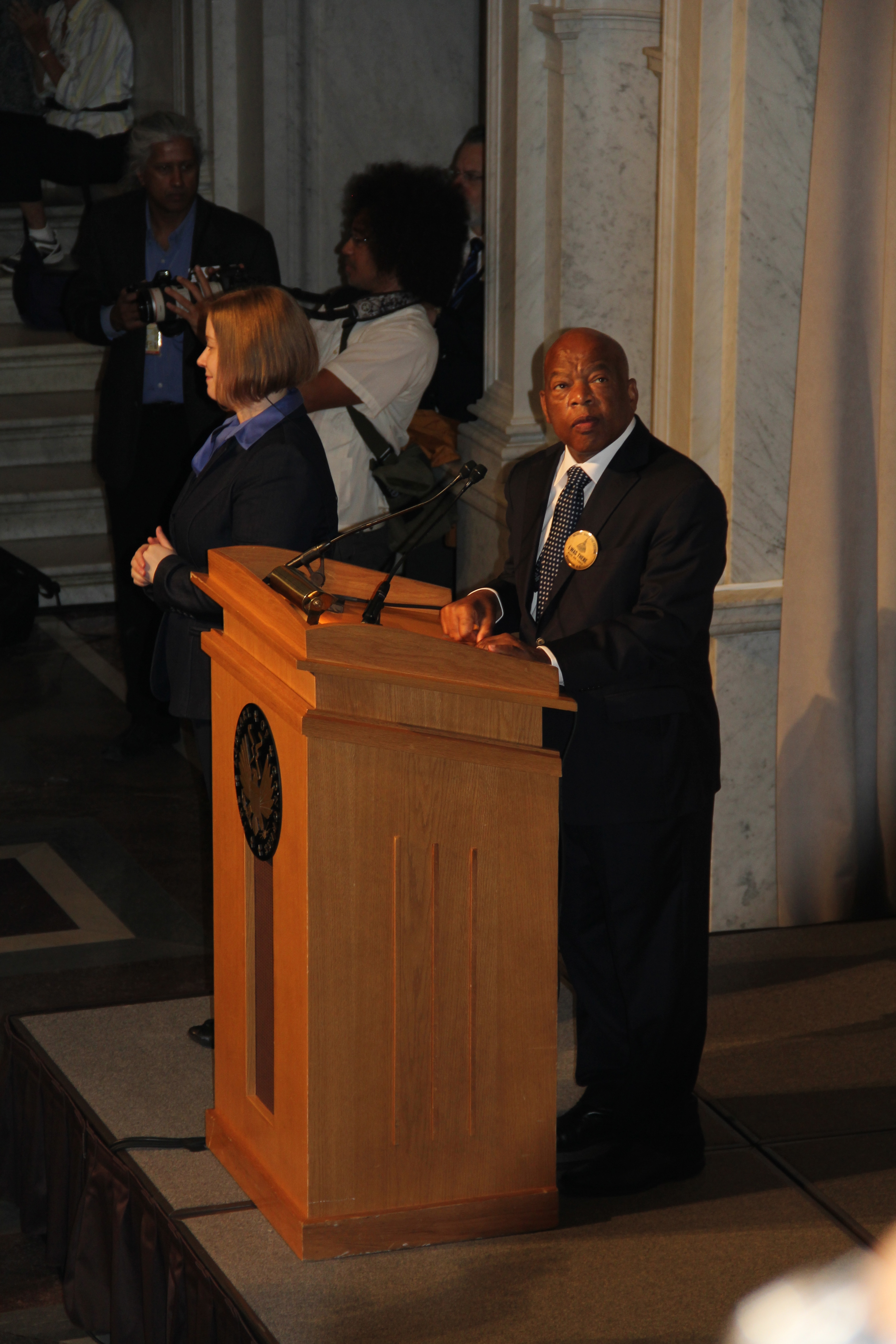
John Lewis mentre parla nella Sala Grande del Palazzo Thomas Jefferson della Biblioteca del Congresso in occasione del 50º anniversario della marcia, il 28 agosto 2013

Le copie del discorso del SNCC vennero distribuite il 27 agosto, con grande disapprovazione da parte di molti degli organizzatori. L'arcivescovo Patrick O'Boyle obiettò strenuamente in merito a una parte del discorso in cui si invocavano azioni immediate e si rinnegava la "pazienza". Il governo (e i più moderati tra i leader per i diritti civili) non poteva tollerare l'esplicita opposizione del SNCC alla legge di Kennedy sui diritti civili. Quella notte, O'Boyle e altri membri della delegazione cattolica iniziarono a preparare una dichiarazione per annunciare il loro ritiro dalla marcia. Reuther li convinse ad aspettare e chiamò Rustin; Rustin informò Lewis alle 2 del mattino del 28 agosto sul fatto che il suo discorso era stato ritenuto inaccettabile da parte di membri chiave della marcia (Stando a quel che si dice, Rustin contattò Tom Kahn credendo erroneamente che Kahn avesse editato il discorso e inserito la parte riguardante la marcia verso il mare di Sherman. Rustin chiese: "Come hai potuto farlo? Lo sai cosa fece Sherman?). Tuttavia, Lewis non aveva intenzione di modificare il discorso. Anche altri membri del SNCC, incluso Stokely Carmichael, insistettero irremovibilmente che il discorso non dovesse essere censurato.
Le discussioni continuarono fino a pochi minuti prima dell'inizio dei discorsi previsto sul programma della marcia. Sotto minaccia di accuse pubbliche da parte dei leader religiosi, e sotto la pressione da parte del resto della sua coalizione, Lewis alla fine accettò di omettere dal suo discorso i passaggi più "provocatori". Molti attivisti del SNCC, CORE, e anche della SCLC erano furiosi per quella che loro considerarono una censura del discorso di Lewis.
Lewis aggiunse un appoggio, con riserva, alla legislazione sui diritti civili, dicendo: "È vero che noi sosteniamo la Legge sui Diritti Civili dell'amministrazione. La sosteniamo, però, con molta riserva." Pur avendo mitigato i toni del suo discorso, Lewis disse agli attivisti di "mettersi in gioco, uscire nelle strade di ogni città, ogni villaggio e ogni borgo di questa nazione finché non arriverà la vera libertà".

### Martin Luther King Jr.

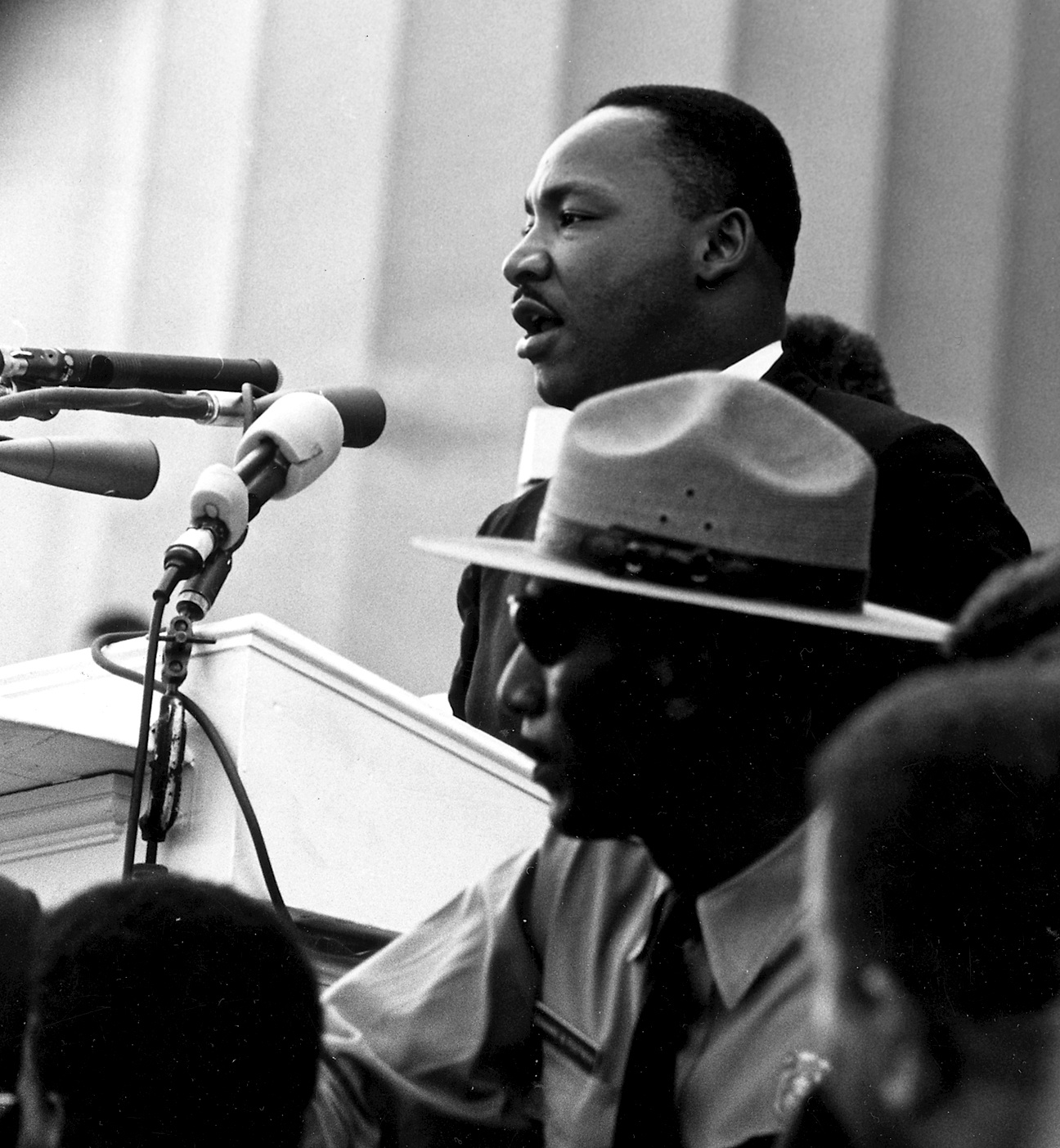
Martin Luther King Jr. mentre pronuncia il suo celebre discorso I have a dream

Il discorso tenuto dal presidente della SCLC, Martin Luther King Jr., il quale parlò per ultimo, divenne noto come I have a dream; venne trasmesso in diretta dalle stazioni televisive e in seguito considerato il momento più intenso della marcia. Col suo discorso, King invocava la fine del razzismo negli Stati Uniti d'America, citando la Dichiarazione d'indipendenza, il Proclama di emancipazione e la Costituzione degli Stati Uniti d'America. Alla fine del discorso, Mahalia Jackson gridò dalla folla "Parlagli di quel sogno, Martin!", e King si allontanò dal discorso che si era preparato per improvvisare in parte una perorazione sul tema di I have a dream ("Io ho un sogno"). Nel tempo è stato acclamato come un capolavoro di retorica, inserito nel 2002 nel National Recording Registry e commemorato nel 2003 dal National Park Service con un'incisione nel punto esatto in cui King si trovava quando pronunciò il suo discorso.

### Philip Randolph e Bayard Rustin
A. Philip Randolph parlò per primo, promettendo: "Torneremo ancora e ancora a Washington in numero sempre maggiore finché la libertà totale non sarà nostra".
Randolph chiuse l'evento insieme a Rustin, leggendo lentamente la lista delle richieste dopo il discorso di King. I due conclusero incitando i partecipanti ad impegnarsi in vari modi in supporto della causa.

### Oratori esclusi dal programma
A James Baldwin venne impedito di parlare alla marcia per la paura che i suoi discorsi potessero essere troppo provocatori. Baldwin più tardi commentò sull'ironia delle richieste "terrificanti e profonde" che ricevette per impedire alla marcia di svolgersi:

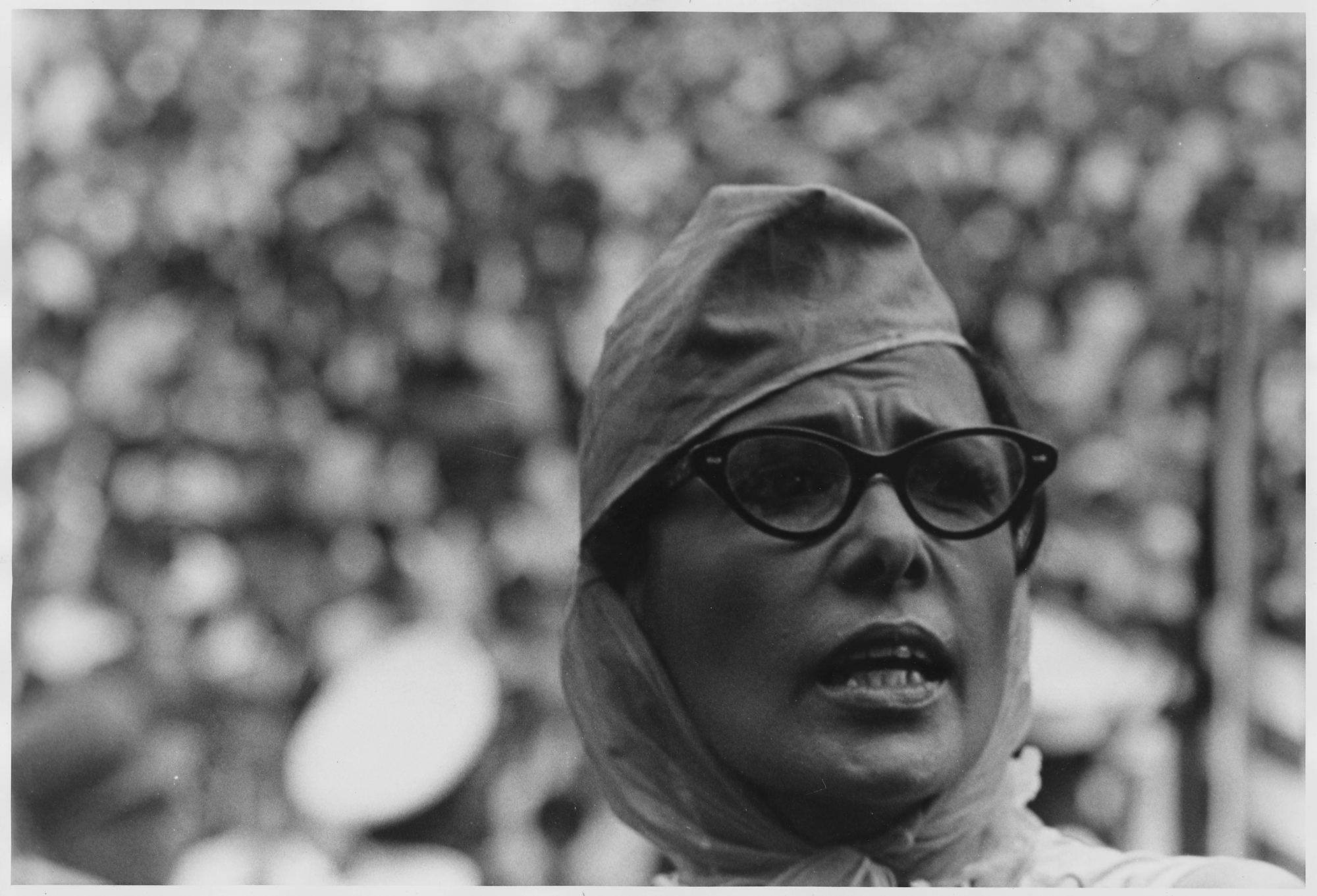
L'attrice e cantante Lena Horne era presente alla marcia ma le venne impedito di parlare

Nonostante le proteste dell'organizzatrice Anna Arnold Hedgeman, nessuna donna diede un discorso alla marcia. Gli organizzatori uomini attribuirono questa mancanza alla "difficoltà di trovare una sola donna che potesse parlare senza causare problemi ad altre donne o a gruppi di donne". Hedgeman lesse una dichiarazione ad un incontro del 16 agosto, accusando:
Venne deciso unanimemente che Myrlie Evers, vedova di Mediar Evers, potesse parlare durante il "Tributo alle donne"; tuttavia, Myrlie Evers non era disponibile. Daisy Bates parlò brevemente (meno di 200 parole) al posto di Myrlie Evers, che aveva perso il suo volo. Poco prima, Joséphine Baker aveva parlato alla folla prima che il programma ufficiale iniziasse. Nonostante Gloria Richardson fosse prevista nel programma e le fosse stato chiesto di dare un discorso di due minuti, quando arrivò sul palco la sedia con il suo nome era stata rimossa, e lo sceriffo dell'evento le tolse il microfono non appena ebbe salutato la folla. Richardson, insieme a Rosa Parks e Lena Horne, venne allontanata dal palco prima che Martin Luther King Jr. parlasse.
I progetti iniziali per la marcia includevano anche un "lavoratore disoccupato" tra gli oratori. Questo ruolo venne successivamente rimosso dal programma, facendo accrescere le critiche e i pregiudizi verso la marcia da parte della classe media.

## I cantanti

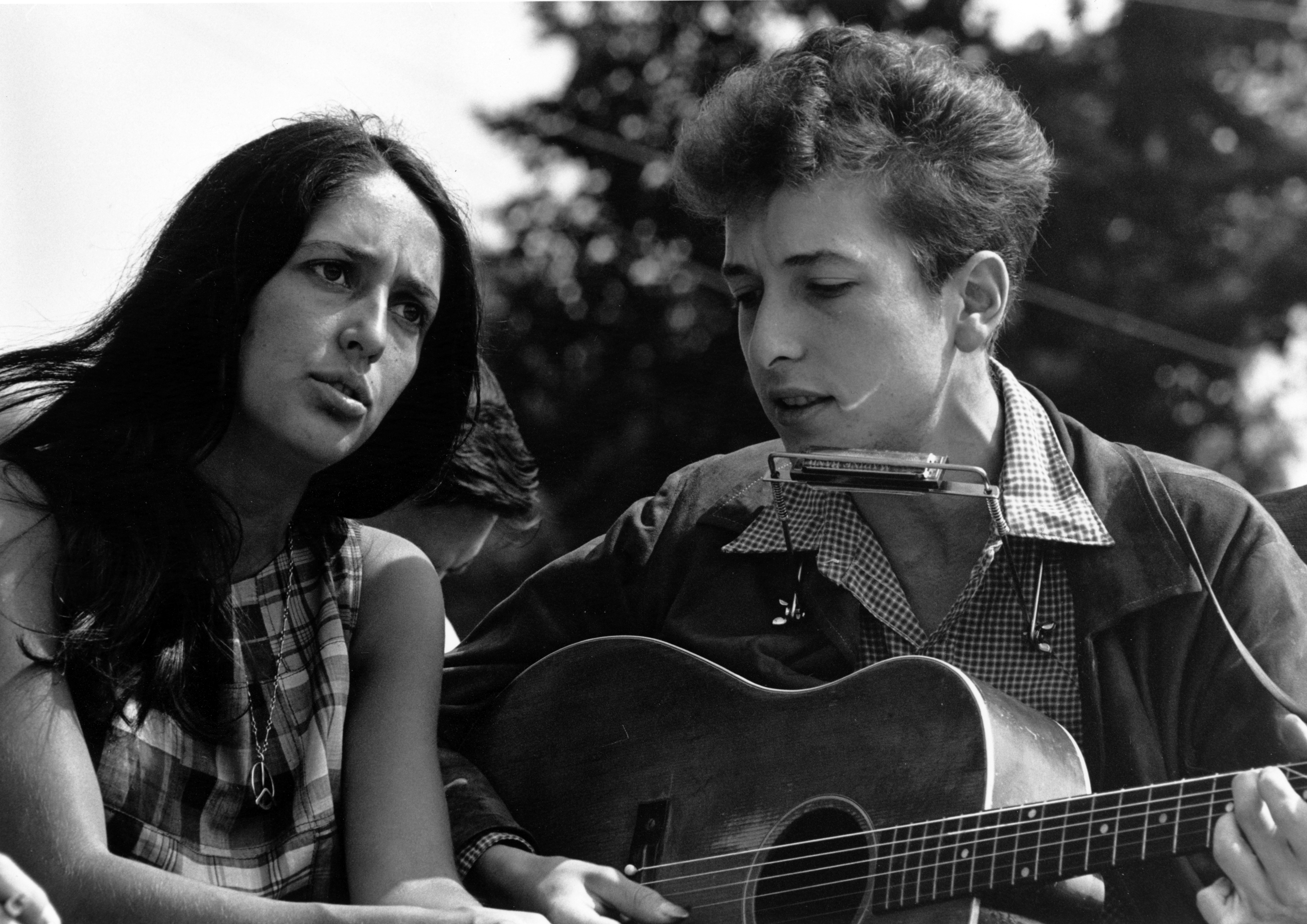
Joan Baez e Bob Dylan durante un'esibizione alla marcia

La leggenda del gospel Mahalia Jackson cantò How I Got Over, mentre Marian Anderson si esibì in He's Got the Whole World in His Hands. Questa non era la prima apparizione di Marian Anderson al Lincoln Memorial. Nel 1939, le Figlie della rivoluzione americana negarono il permesso a Marian Anderson di cantare davanti a un pubblico ben integrato all'interno del DAR Constitution Hall. Grazie all'intervento della first lady Eleanor Roosevelt e di suo marito Franklin D. Roosevelt, Anderson poté esibirsi in un concerto all'aperto, felicemente acclamato dalla critica, la domenica di Pasqua, sui gradini del Lincoln Memorial.
Joan Baez guidò la folla in vari versi di We Shall Overcome e Oh, Freedom. Il cantante Bob Dylan si esibì in When the Ship Comes In, a cui partecipò anche Baez. Dylan cantò anche Only a Pawn in Their Game, una scelta provocatoria e non molto popolare perché parlava di come Byron De La Beckwith, in quanto uomo bianco molto povero, non fosse personalmente o principalmente da incolpare per l'omicidio di Medgar Evers.
Peter, Paul and Mary cantarono If I Had a Hammer e una canzone di Dylan, Blowin' in the Wind. Odetta cantò I'm on My Way.
Alcuni partecipanti, incluso Dick Gregory, criticarono la scelta di avere principalmente artisti bianchi e la scarsa partecipazione della folla nelle canzoni. Dylan stesso disse che, in quanto bianco, si sentiva a disagio come immagine pubblica per il movimento per i diritti civili. Dopo la marcia su Washington, si esibì in alcuni altri eventi immediatamente politicizzati.

## Incontro con il presidente Kennedy

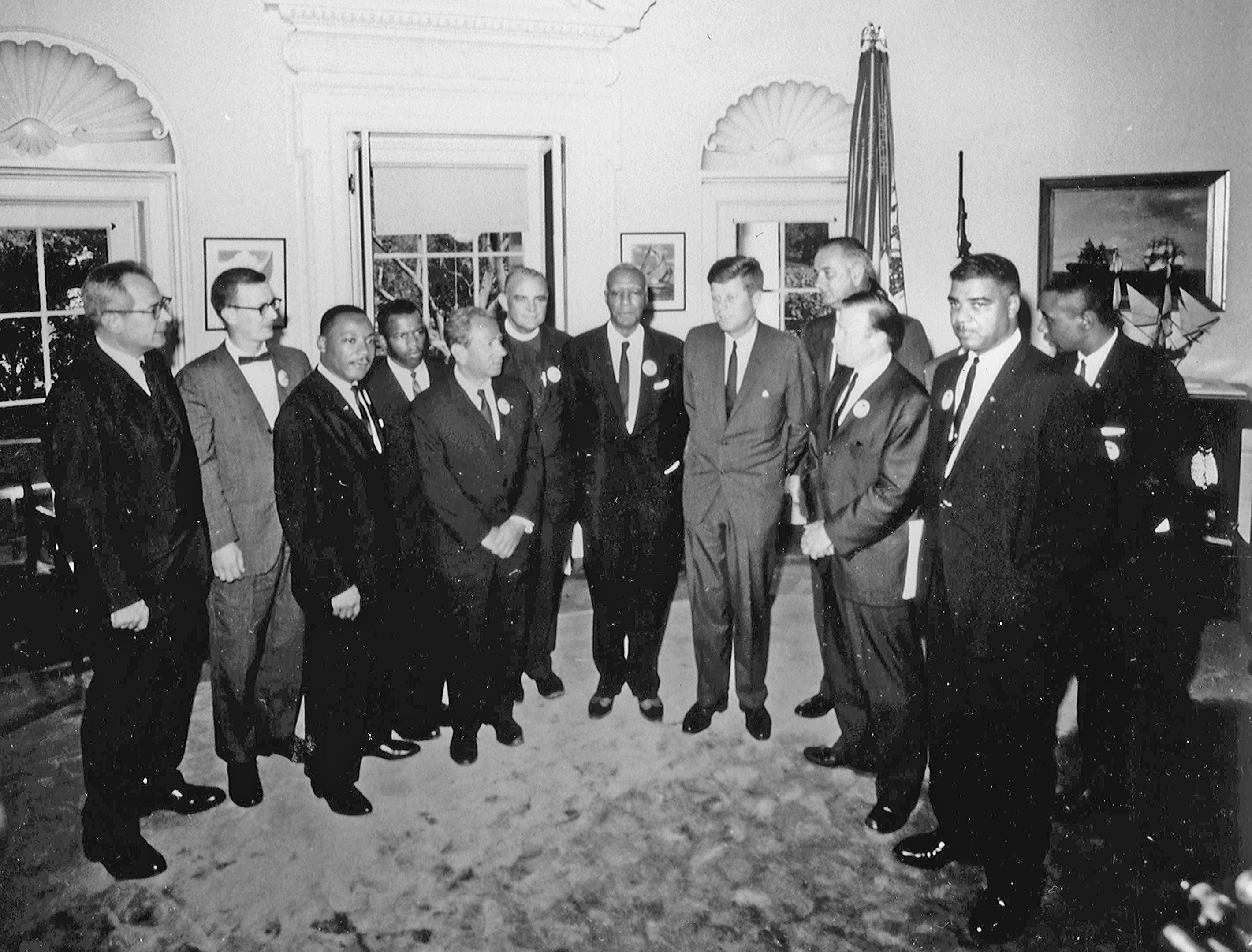
Kennedy incontra i leader della marcia

Dopo la marcia, gli oratori andarono alla Casa Bianca per discutere brevemente sulla proposta di legge sui diritti civili con il presidente Kennedy. Kennedy aveva assistito al discorso di King in TV e ne era stato molto colpito. Il biografo Thomas C. Reeves ha scritto che Kennedy "sentiva che sarebbe stato fischiato alla marcia, e inoltre non voleva incontrarsi con gli organizzatori prima della marcia perché non voleva una lista di richieste. Organizzò un incontro alla Casa Bianca con i 10 leader il giorno 28 alle cinque del pomeriggio." La marcia venne considerata un "trionfo di proteste coordinate" e Kennedy sentì che quella fosse una vittoria anche per lui - rafforzando le possibilità per la sua legge sui diritti civili.

## Copertura mediatica

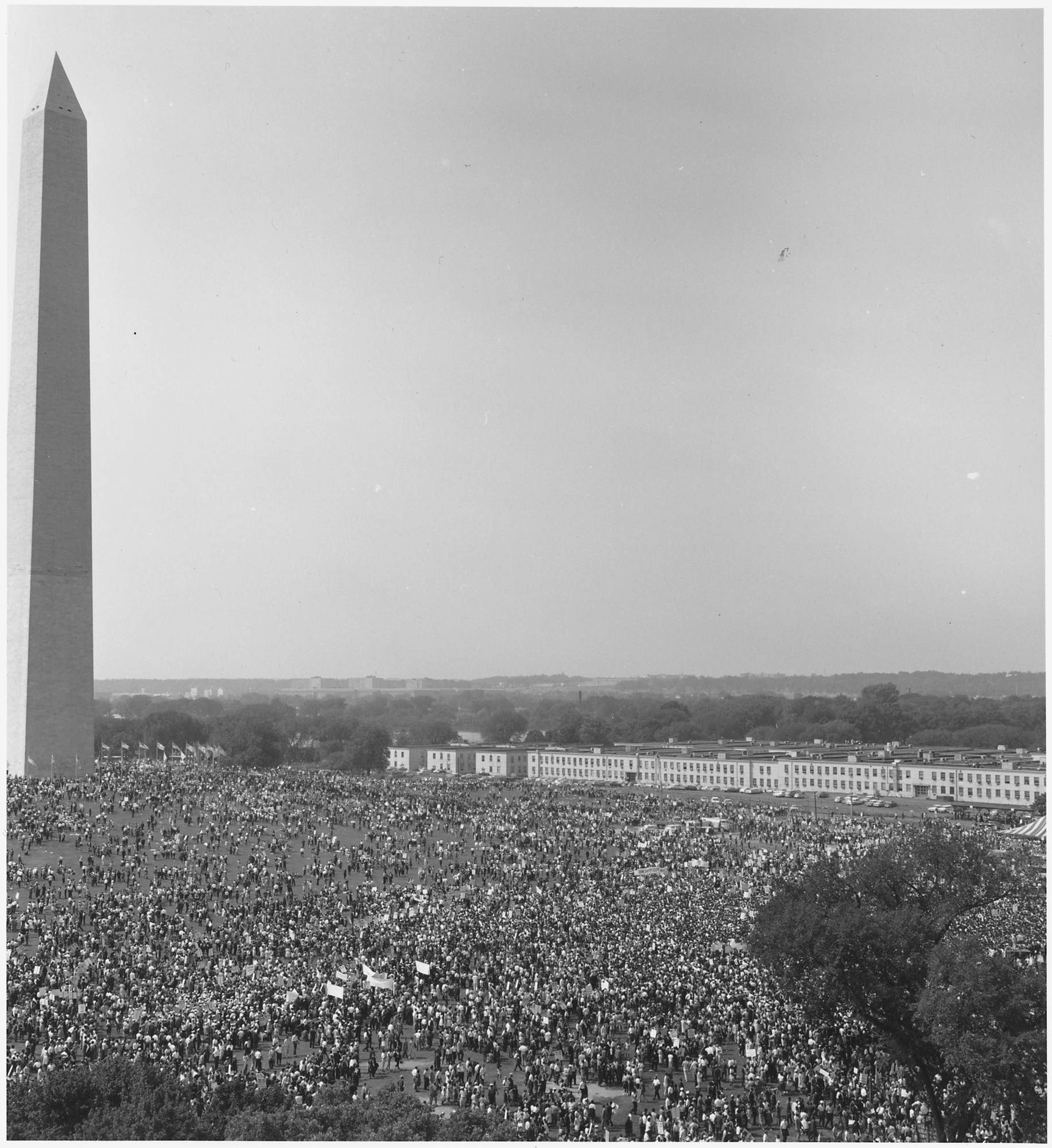
I marciatori ripresi in una vista aerea del monumento a Washington

L'attenzione da parte dei media diede alla marcia un'influenza nazionale, trasmettendo i discorsi degli oratori e commentando in diretta l'evento. Nel suo articolo The March on Washington and Television News, William Thomas scrive: "Oltre cinquecento cameraman, tecnici e corrispondenti dai maggiori network televisivi furono mandati sul posto per coprire l'evento. Sarebbero state allestite più telecamere di quelle che avevano ripreso l'ultima inaugurazione presidenziale. Una telecamera era stata posizionata in alto sul monomero a Washington, in modo da fornire delle viste teatrali dei marciatori". Le reti televisive più importanti trasmisero parte della marcia in diretta, intervallando le immagini dell'evento con interviste ai politici. Le trasmissioni successive diedero grande attenzione alla porzione del discorso di King nota come "I have a dream".
Il servizio radiotelevisivo Voice of America tradusse i discorsi fatti alla marcia e li trasmise nuovamente in 36 lingue. La United States Information Agency (USIA) organizzò una conferenza stampa per i giornalisti stranieri, e inoltre creò un documentario sull'evento per la distribuzione alle ambasciate all'estero. Michael Thelwell, del SNCC, commentò così: "E così accadde che gli studenti Negri del Sud, alcuni dei quali avevano ancora dei lividi a causa dei pungoli elettrici per bestiame che la polizia del Sud utilizzava per disperdere i manifestanti, vennero ripresi per gli schermi del mondo ritraendo "la democrazia americana all'opera"".